# Rajd Monte Carlo 1970
Rajd Monte Carlo 1970 (39. Rallye Automobile de Monte-Carlo) – rajd samochodowy rozgrywany w Monaco od 16 do 24 stycznia  1970 roku. Była to pierwsza runda Międzynarodowych Mistrzostw Producentów w roku 1970. Rajd został rozegrany na asfalcie i śniegu. 

## Wyniki końcowe rajdu[1]
| Msc. | Kierowca              | Pilot           | Samochód                   | Czas    | Strata | Grupa |
| ---- | --------------------- | --------------- | -------------------------- | ------- | ------ | ----- |
| 1.   | Björn Waldegård       | Lars Helmér     | Porsche 911 S              | 5:29.04 | 0.0    | 4/3   |
| 2.   | Gérard Larrousse      | Maurice Gelin   | Porsche 911 S              | 5:31.03 | +1.59  | 4/3   |
| 3.   | Jean-Pierre Nicolas   | Claude Roure    | Alpine-Renault A110 1300   | 5:31.54 | +2.50  | 4/2   |
| 4.   | Åke Andersson         | Bo Thorszelius  | Porsche 911 S              | 5:36.15 | +7.11  | 4/3   |
| 5.   | Roger Clark           | Jim Porter      | Ford Escort TC             | 5:38.11 | +9.07  | 2/2   |
| 6.   | Amilcare Ballestrieri | Daniele Audetto | Lancia Fulvia 1.6 Coupé HF | 5:40.17 | +11.13 | 4/2   |
| 7.   | Timo Mäkinen          | Henry Liddon    | Ford Escort TC             | 5:43.19 | +14.15 | 2/2   |
| 8.   | Sergio Barbasio       | Mario Mannucci  | Lancia Fulvia 1.6 Coupé HF | 5:46.12 | +17.08 | 4/3   |
| 9.   | Roland Charrière      | Yannick Castel  | Alpine-Renault A110 1600   | 6:03.39 | +34.35 | 4/2   |
| 10.  | Giorgio Pianta        | Emilio Paleari  | Lancia Fulvia 1.6 Coupé HF | 6:09.38 | +40.34 | 4/2   |